# Carlos Falch
Carlos Falch (? — ?), ou Carl Falch, foi um pintor dinamarquês, especializado em retrato, que esteve activo em Lisboa na década de 1650.
Foi o autor (1655) das telas com as figuras dos Reis de Portugal existentes na Sala dos Capelos, na Universidade de Coimbra.